# Мотобу, Тёки
Мотобу Тёки (яп. 本部 朝基; 5 апреля 1870, д. Акахира, Сюри, Окинава — 15 апреля 1944, Сюри, Окинава) — мастер окинавского каратэ.

## Биография
Родился в деревне Акахира, Окинава. Мотобу Тёки был младшим из трёх братьев, семейному стилю тотэ (раннее название каратэ) его не обучали. Несмотря на это, Мотобу интересовался боевыми искусствами. Он тренировался самостоятельно, отрабатывая удары на макиваре и поднимая тяжёлые камни для развития силы. За его ловкость сверстники прозвали Мотобу Тёки «Мотобу но Сару», «Мотобу — обезьяна».
Мотобу был учеником нескольких мастеров окинавского каратэ: Итосу Анко (1830—1915), Сокон Мацумура (1809—1901) и Токуминэ Пэтин (1860—1910) . Учителя не поощряли склонность Мотобу проверять полученные навыки в уличных драках, но его благородное происхождение (как потомка окинавской королевской семьи Сё) мешало им запретить Мотобу драться на улице.
Фундаментом каратэ Мотобу называл ката, но также практиковался в «Пассай», «Тинто» и «Рохай». Другие источники упоминают «Сантин», «Кусянку», и «Усэйси» как составные части его тренировок. Мотобу создал своё собственное ката «Сиро Кума» (Белый Медведь), которое не было передано ученикам. Мотобу жил и преподавал каратэ в Японии до 1941, затем вернулся на Окинаву и умер вскоре после возвращения. Но до этого он совершил несколько путешествий, во время которых изучал традиционные ката и кобудо в целях сохранения традиционных форм боевого искусства.

## Поединок
После серии неудачных попыток наладить свой собственный бизнес, Мотобу в 1921 году переехал в Осаку, Япония. Однажды приятель убедил Мотобу принять участие в матче бокс против дзюдо. Подобные поединки были популярны в то время, на них часто приглашали иностранных боксёров помериться силами с борцами дзю-дзюцу или дзюдо. В соответствии с отчётом о прошедшем матче в журнале «Кинг» от 1925 года, Мотобу предложили принять вызов иностранного боксёра, описываемого как русского боксёра или просто силача. После нескольких раундов Мотобу атаковал противника и нокаутировал его сильным ударом руки в голову. В то время Мотобу было 52 года.
Журнал «Кинг» детально описывает победу Мотобу, хотя на иллюстрациях изображен Фунакоси Гитин как окинавский боец, дающий интервью. Эта ошибка усилила соперничество между двумя мастерами и привела к конфронтации между ними. Ранее они уже расходились во взглядах на то, как каратэ должно преподаваться и применяться в бою.
Победа в матче повысила популярность как Мотобу, так и каратэ в Японии. С просьбой тренировать их к Мотобу обратились некоторые бойцы того времени, включая чемпиона по боксу Хоригути, известного по прозвищу «Поршень». Мотобу открыл собственное додзё Дайдокан, где обучал вплоть до начала Второй мировой войны в 1941 году. Мотобу испытывал значительные трудности в обучении: в том числе он не владел японским языком. Его окинавский диалект был непонятен для коренных японцев. Как результат, его инструкции передавались с помощью переводчиков, что породило слухи о недалёкости и необразованности Мотобу Тёки.

## Знаменитые ученики и наследие мастера
Старший сын Мотобу Тёки, Тёсэй Мотобу, до сих пор обучает стилю, который передал ему отец. Существует разница между «Мотобу-рю», который преподает Тёсэй Мотобу и «Мотобу Удон Тэ», стилем клана Мотобу, имеющим сходство с айки-дзюцу.
Каратэ Мотобу ввёл серию обусловленных парных поединков кумитэ. Его программа значительное внимание уделяла ката «Найханти», благодаря связи комбинаций (бункай) этого ката с реальными поединками, в которых он накопил опыт в молодости. Известны его высказывания, касающиеся этого ката:
- «Позиция ног и бедер в Найфуантин (старое название Найханти) ката является базой каратэ».
- «Вращательные движения в позиции Найфуантин применимы в реальном бою. Вращательные движения этого ката дают возможность применять ту или иную технику в зависимости от требований конкретной ситуации.»
- «Блокирующая рука должна мгновенно превращаться в атакующую. Блокирование одной рукой и атакующее действие другой рукой не является верной техникой. Настоящий мастер должен устремляться вперед, блокировать и атаковать в одном и том же неразрывном движении.»

Мотобу обучил немало учеников, ставших впоследствии мастерами и учителями каратэ, в том числе:
- Ясусиро Кониси, основателя Синдо Дзинэн-рю
- Косэ Кокуба, основателя Сэйсинкай
- Хиронори Оцука, основателя Вадо-рю
- Нагаминэ Сёсина, основателя Мацубаяси-рю
- Джеймса Митосэ, который в 1940-х годах принёс кэмпо на Гавайи и в США (хотя факты обучения Митосэ весьма спорны).

Мотобу опубликовал две книги о каратэ, Okinawa Kenpo Karatejutsu Kumite-hen (1926) and Watashi no Karate Jutsu (1933. Доступные на английском языке в переводе Патрика и Йорико МакКарти).